# Taylor Swift (album)
Taylor Swift je prvi glasbeni album ameriške country pevke in tekstopiske Taylor Swift. Po tem, ko je v letu 2005 podpisala pogodbo, je 24. oktobra 2006 album izdala založba Big Machine Records. Večina pesmi je bila napisana v prvem letu srednje šole Taylor Swift. Taylor Swift je napisala ali so-napisala vsako pesem iz albuma Taylor Swift; večino pesmi, ki jih ni napisala sama, je poleg nje spisala Liz Rose kot tekstopiska. Taylor Swift je za snemanje albuma eksperimentirala z več glasbenimi producenti, nazadnje pa izbrala producenta svojega demo posnetka, Nathana Chapmana. Glasbeno je album mešanica country glasbe in pop glasbe, besedila pa govorijo o romantičnih razmerjih, pari, ki jih Taylor Swift opisuje, pa so večinoma pari, ki jih je opazovala, še preden je bila sama v razmerju.
Album Taylor Swift je s strani glasbenih kritikov večinoma prejemal pozitivne ocene, ki so večkrat pohvalili talent Taylor Swift. Album je užival v komercialnem uspehu; v Združenih državah Amerike je dosegel peto mesto na lestvici Billboard 200 in na prvem mestu lestvice Top Country Albums Chart štiriindvajset tednov ter prejel platinasto certifikacijo s strani organizacije Recording Industry Association of America (RIAA). Album Taylor Swift je album, ki je v desetletju najdlje ostal na lestvici Billboard 200. Prišel je tudi na lestvice v Avstraliji, Kanadi in Združenem kraljestvu.
Iz albuma je samostojno izšlo pet singlov, vsi pa so s strani organizacije RIAA prejeli platinasto cetifikacijo. Pesem »Tim McGraw« je izšla kot glavni singl iz albuma Taylor Swift; pristal je med prvimi desetimi pesmimi Billboardove lestvice Hot Country Songs. Pesem »Teardrops on My Guitar« je izšla kot drugi singl iz albuma Taylor Swift in postal tudi najbolje uvrščena pesem na lestvici Billboard Hot 100 iz albuma Taylor Swift. Pesem »Our Song« je tretji singl iz albuma in tudi prvi singl Taylor Swift, ki je pristal na prvem mestu lestvice Hot Country Songs. Pesmi »Picture to Burn« in »Should've Said No« sta izšli kot četrti in peti singl iz albuma, oba pa sta se zelo uspešno uvrstila na lestvice s country pesmimi v Združenih državah Amerike in kasneje dosegla osemnajsto mesto na lestvici New Zealand Singles Chart. Taylor Swift je svoj prvi glasbeni album promovirala s tem, da je nastopala na turnejah raznih glasbenikov, kot so Rascal Flatts, George Strait, Brad Paisley, Tim McGraw in Faith Hill.

## Ozadje
Taylor Swift prihaja iz Wyomissinga, Pensilvanija in že zgodaj pokazala interes za country glasbo in pisanje besedil. Ko je imela enajst let, je njena družina prvič obiskala Nashville, Tennessee, da bi podpisala pogodbo s kakšno izmed založb, vendar iz tega ni bilo nič. Taylor Swift so založbe pogosto presojale in zapostavljale, saj naj bi bila premlada. V zvezi z razlogi, zaradi katerih so jo zavrnili, je dejala:
Ne razumem. Bali so se sodelovati s trinajstletnico. Bali so se sodelovati s štirinajstletnico. Bali so se sodelovati s petnajstletnico. Bali so se sodelovati s šestnajstletnico. In prepričana sem, da bi se vsi bali sodelovati s sedemnajstletnico, če ne bi podpisala pogodbe s Scottom Borchetto [glavo založbe Big Machine Records].
Dve leti kasneje se je njena družina preselila v Nashville; v istem letu je Taylor Swift podpisala pogodbo z založbo RCA Records, ki jo je na koncu zavrnila, saj ni želela na obravnavo razvoja ustvarjalcev. Pri štirinajstih letih je podpisala pogodbo z založbo Sony/ATV Music. V letu 2005 je med nastopanjem v kavarni The Bluebird Café Taylor Swift prejela pozornost s strani Scotta Borchette, vodje založbe Big Machine Records; nazadnje je podpisala pogodbo s to založbo.

## Teme in navdih
Taylor Swift je na svojem prvem glasbenem albumu začela delati v letu, ko je podpisala pogodbo z založbo Big Machine Records. Taylor Swift je album Taylor Swift opisala kot »[njen] dnevnik iz [njenih] zgodnjih najstniških let« in dejala, da je pesmi iz albuma napisala »v resničnem času« ter da so vse napisane po njenih resničnih izkušnjah. Rezultat tega je, da so pesmi iz albuma Taylor Swift opisane kot mladostniške pesmi, ki govorijo o izkušnjah, kot so negotovost, mlada ljubezen in najstniško jezo. Večina pesmi iz albuma je bila napisana med prvim letom Taylor Swift v srednji šoli.
Ko poslušate moj album izgleda, kot da sem imela petsto fantov. Vendar to ni res. Ugotovila sem namreč, da z nekom ni treba hoditi, da napišeš pesem o njem [...] Prihajala sem čez zares težek čas v šoli in se soočala z veliko nasilnimi vrstniki. Ugotovila sem, da sem bila takrat velikokrat osamljena, od zunaj gledala v njihove pogovore in poslušala stvari, ki so si jih govorili. Nihče ni zares govoril z menoj. V tistem času sem prišla do spoznanja, da sem začela razvijati zares izostren občutek za opazovanje -- tega, kar ljudje delajo in kako to delajo. Zaradi tega občutka sem bila sposobna napisati pesmi o razmerjih, ko sem bila starejša, vendar ne v razmerju.

## Izdaja in glasba
Taylor Swift je napisala pesem »Tim McGraw« med svojim prvim letom na srednji šoli. Vedela je, da jo bo njen fant, Brandon Borello, ki je bil starejši od nje, pustil v letu, ko bo odšel na kolidž. Liz Rose je dejala, da se je Taylor Swift takoj po njenem šolskem delu pojavila pri njej za pisanje pesmi za Sony/ATV »z idejo in melodijo. Natanko je vedela, kaj si želi.« Nostalgična pesem je opisovala poletno romanco in upanje Taylor Swift, da bo, ko bo Borello »pomisli[l] na Tima McGrawa«, »pomisli[l] na [njeno] najljubšo pesem« (McGrawova pesem »Can't Tell Me Nothin«) in se spomnil nanjo. V nasprotju od tega, pesem »Picture to Burn« opisuje bes dekleta po razhodu. Taylor Swift je dejala, da pesem govori »samo o besu« in je »popolnoma brutalno iskrena«; sama ji je dodala komični pridih. Med delom za šolo je Taylor Swift »samo sebe našla že samo, če sem sedela ob kitari in si mislila: 'Sovražim njegov neumni avto, ki mi ga ne pusti voziti. On je takšen butec! O, bog!' ('I hate his stupid truck that he doesn't let me drive. He's such a redneck! Oh my God!'),« kitico iz pesmi. Pesem ima hiter ritem s poudarkom na bobnih in banju, med tem ko so kitice zaznamovane z vokali in kitaro.
Pevka je napisala biografsko pesem »The Outside« pri dvanajstih letih, leto preden je začela pisati lastne pesmi. Kot mnogo drugih pesmi, ki jih je napisala precej zgodaj, pesem opisuje nesrečnost in osamljenost, ko jo je njena ljubezen do country glasbe izolirala od njenih sovrstnikov. Taylor Swift je napisala pesem »Tied Together with a Smile« na dan, ko je ugotovila, da je njena najboljša prijateljica bulimična, kar jo je zelo šokiralo. V pesmi je napisala: »Kako je lahko, ki nekdo izgleda tako močan, tako grozno, grozno šibak? Nekaj jo ubija« (»How can somebody that seems so strong have such a horrible, horrible weakness? Something that is killing her«). Besedilo pesmi »Tied Together with a Smile« govori o prelepem dekletu, ki se trudi skriti njene notranje turbulence in žalovanje. Besedilo govori: »Skupaj si zvezana z nasmehom/Ampak nisi popolna« (»You're tied together with a smile/But you're coming undone«). Taylor Swift je komentirala: »Vedno sem si mislila, da je eden izmed največjih problemov ameriških deklet negotovost.« Pesem »Should've Said No« je napisala po »zares, zares dramatičnem in norem dogodku, ki se mi je dogodil in sem ga morala obravnavati še v glasbenem smislu.« Pesem so na album Taylor Swift dodali v zadnjem trenutku: Taylor Swift jo je napisala dva dneva pred obdelavo albuma; v tistem času so že skoraj natisnili brošure s seznamom pesmi. Ko je pesem končala, je poklicala producenta in pesem so posneli čez noč.
Pesem »Mary's Song (Oh My My My)« je v bistvu navdihnil zakon sosedov Taylor Swift, ki je trajal zelo dolgo, kar je bilo nasprotje tega, kar so govorili tabloidi. Taylor Swift je napisala pesem »Our Song« za tekmovanje talentov v njenem prvem letu na srednji šoli in je ni nameravala vključiti v album. Potrdila je, da je »vedela, da je nekaj na njej« in jo zato vključila na album Taylor Swift. »Napisala sem pesem o fantu, s katerim sem hodila in o tem, kako nisva imela svoje pesmi. Zato sem odšla in jo napisala.« Pesem je pripoved, ki opisuje mlad par, ki dogodke v njunem življenju spremeni v pesem. Pesem se zaradi svojega besedila nahaja na koncu albuma, saj slednje govori o tem, da bi jo »zaigrali še enkrat« (»play it again«). »Invisible« je balada, ki opisuje osamljenost in bolečini v srcu, ker je njena simpatija ne opazi. Sean Dooley iz spletne stani About.com je napisal: »Pesem s poudarkom na klavirju [...] popolno opisuje neroden najstniški bes, ki smo ga, ali ga še bomo trpeli vsi ob enem ali drugem času.«

## Snemanje
Med snemanjem demo posnetka je Taylor Swift sodelovala s producentom Nathanom Chapmanom, ki ga je spoznala še preden je podpisala pogodbo z založbo. Taylor Swift je dejala: »Vsakič, ko je odšla tja, sem mu zaigrala nekaj novih pesmi in v naslednjem tednu je imel enkraten posnetek, na katerem je on igral vsak inštrument in je zvenel kot pravi singl. To sva počela kakšno leto ali dve, preden sem podpisala pogodbo z založbo.«
Da bi posnela album Taylor Swift je morala izbrati producenta, s katerim bo sodelovala: »Potem, kar naenkrat, so mi rekli: 'V redu, izbrali bomo tega producenta,' ali 'V redu, izbrali bomo tistega producenta.'« Zatem je eksperimentirala z različnimi producenti iz Nashvillea je Taylor Swift izbrala Nathana Chapmana, saj je k njenim pesmim prispeval enkraten prizvok. Založba Big Machine Records je bila skeptična glede najema Chapmana, saj do albuma Taylor Swift nikoli ni sodeloval z njimi, razen s snemanjem demo posnetkov. Taylor Swift je pesmi, ki jih je produciral, opisala kot »uspešnice s pravo kemijo« in zaradi tega je založba Big Machine Records izbrala Nathana Chapmana za produciranje nekaterih izmed pesmi v albumu. Na koncu je Nathan Chapman produciral vse, razen ene pesmi na albumu Taylor Swift. Snemanje se je začelo štiri mesece pred začetkom leta 2006.

## Kritike
Album Taylor Swift je prejel pozitivne ocene s strani glasbenih kritikov. Shelly Fabian s spletne strani About.com je Taylor Swift opisala kot »eno izmed najbolj talentiranih, mladih izvajalcev na country lestvicah dandanes« in za »enkratno delo, v katerem je skupaj mešala moderen in tradicionalni country.« Shelly Fabian je pohvalila album Taylor Swift za pesmi z »zabavnim in hitrim tempom«, kot so »Picture to Burn« in »Our Song« in čustvene pesmi, kot sta »Teardrops on My Guitar« in »Tied Together with a Smile«. Jeff Tamarkin iz Allmusic je Taylor Swift označil za »svež, a še vedno dekliški glas, polen upanja in naivnosti, vendar je v njem tudi nekaj samozavesti in odraslosti.« Dejal je, da je na njen »talent treba računati«, kar se je pokazalo s pesmimi »Tim McGraw«, »The Outside« in »Mary's Song (Oh My My My)«. Jeff Tmarkin je kritiziral producenta Nathana Chapmana zaradi uporabe »dodatkov, ki vsem [pesmim] ne ustrezajo, nekatere pa jih zares potrebujejo in v nekaterih primerih bi bilo bolje, če bi jih bilo več.« Rick Bell iz Country Standard Time je albumu dodelil pozitivne ocene, saj Taylor Swift »pametno piše« in napisal, da so »njene globoke osebne pesmi, ki jih je napisala sama, zlasti pesmi 'The Outside' and 'Our Song' mešane.« Zvoke iz albuma je primerjal s pesmimi Cyndi Thomson in Hilary Duff. Chris Neal iz Country Weekly je napisal, da je Taylor Swift »demonstrirala iskrenost, intiligentnost in idealizem, s katero se lahko poslušalci katere koli starosti povežejo« in dodal, da »bolj premišljen material kaže talent in je pripravljena tudi na srednjo šolo.« Ken Rosenbaum iz The Toledo Blade je napisal, da je Taylor Swift »spretna v pisanju besedil in ustvarjanju tem v času med najstniško dobo in žensko dobo.«

## Dosežki
Ob koncu tedna 11. novembra 2006 je album Taylor Swift pristal na devetnajstem mestu lestvice Billboard 200 za 40.000 prodanih kopij. Po triinšestdesetih tednih je lestvica Billboard 200 ob koncu tedna 19. januarja 2008 album uvrstila na peto mesto za 47.000 prodanih kopij izvodov. Album Taylor Swift je označen kot album, ki je na lestvici Billboard 200 ostal najdlje od vseh albumov v desetletju. Album se je uvrstil na prvo mesto Billboardove lestvice Top Country Albums Chart, kjer je ostala še štiriindvajset tednov. Ob koncu tedna 2. avgusta 2008 je EP Taylor Swift, Beautiful Eyes, nadomestil album na prvem mestu te lestvice. Album Taylor Swift se je nato uvrstil na drugo mesto lestvice, s čimer je Taylor Swift postala prva glasbena ustvarjalka, katere albuma sta bila uvrščena na prvi dve mesti lestvice Top Country Albums od LeAnn Rimes, katere dva albuma Blue (1996) in Unchained Melody: The Early Years (1997) sta bila na vrhu lestvice v letu 1997. 17. avgusta 2009 je album prejel štiri platinaste certifikacije s strani organizacije Recording Industry Association of America (RIAA) za več kot 4.000.000 prodanih kopij izvodov. Album Taylor Swift je dosegel štirinajsto mesto na lestvici Canadian Albums Chart in prvo mesto na lestvici Canadian Country Albums Chart. Album Taylor Swift je prejel platinasto certifikacijo s strani organizacije Canadian Recording Industry Association (CRIA) za več kot 80.000 prodanih kopij izvodov.
V Avstraliji je album Taylor Swift dosegel triintrideseto mesto na splošni lestvici ter tretje mesto na lestvici s country pesmimi. Ob koncu tedna 5. septembra 2009 je album Taylor Swift je dosegel oseminosemdeseto mesto na lestvici UK Albums Chart; v naslednjem tednu se je povzpel na enainosemdeseto mesto  Prejel je srebrno certifikacijo s strani organizacije British Phonographic Industry (BPI) za več kot 60.000 prodanih kopij izvodov.

## Promocija
Taylor Swift je s pesmijo »Tim McGraw« prvič nastopila na televiziji 24. oktobra 2006 v oddaji Good Morning America. Z ostalimi pesmimi iz albuma Taylor Swift je nastopila v televizijskih oddajah, na podelitvi raznih nagrad in festivalih, kot so The Megan Mullally Show, the New Faces Show, America's Got Talent, TRL, 2008 CMT Music Awards, in Academy of Country Music. Veliko promoviranja pesmi »Tim McGraw« in albuma Taylor Swift v letu 2006 je Taylor Swift preživela na radijski turneji. V zvezi z uspešno radijsko turnejo je Taylor Swift komentirala: »Radijske turneje večine ustvarjalcev trajajo šest tednov. Moja je trajala šest mesecev. To je zato, ker sem si tako želela. Želela sem si spoznati vse ljudi, ki so mi pomagali pri snemanju albuma.«
Taylor Swift je album promovirala tudi z raznimi nastopi na turnejah različnih uspešnih glasbenikov. Nastopala je na turneji glasbene skupine Rascal Flatts, Me and My Gang Tour (2006–07), od 19. oktobra do 3. novembra, kjer je nastopila s petimi pesmimi iz albuma. Nastopila je tudi na dvajsetih koncertih turneje Georgea Straita v Združenih državah Amerike iz leta 2007 in izbranih koncertih turneje Brada Paisleyja, Bonfires & Amplifiers Tour (2007–08); v letu 2007 je Taylor Swift nastopila na vseh njihovih koncertih. V sredi leta 2007 je Taylor Swift nastopila na mnogih koncertih turneje Tima McGrawa in Faith Hill, imenovane Soul2Soul II Tour (2006–07). Taylor Swift je nastopila na še eni turneji banda Flatts za njihovo turnejo Still Feels Good Tour iz leta 2008. Taylor Swift je s šestimi pesmimi iz albuma Taylor Swift nastopila tudi na lastni turneji, Fearless Tour (2009–10).

## Singli
- »Tim McGraw« je kot glavni singl iz albuma Taylor Swift izšel 19. junija leta 2006.[48] Pesem je bila s strani glasbenih kritikov prejela precej dobre ocene.[16] Pesem »Tim McGraw« je uživala velik komercialni uspeh in dosegla štirideseto mesto na lestvici Billboard Hot 100 ter šesto mesto na Billboardovi lestvici Hot Country Songs;[49] za 1.000.000 je s strani organizacije Recording Industry Association of America (RIAA) prejel platinasto certifikacijo.[50]
- »Teardrops on My Guitar« je izšel kot drugi singl iz albuma Taylor Swift. Pesem »Teardrops on My Guitar« je prejel velik uspeh s strani kritikov za njegove akorde in potencial ter komercialni uspeh in tako postal eden izmed najbolj uspešno uvrščenih singlov na lestvice iz albuma Taylor Swift, saj je pristal na trinajstem mestu lestvice Billboard Hot 100.[51][52] Pesem je postala prva pop uspešnica Taylor Swift, ki je dosegel enajsto mesto na zdaj že ukinjeni lestvici Pop 100. Pesem je prejela dve platinasti certifikaciji s strani organizacije RIAA za 2.000.000 prodanih kopij.[50] Pesem »Teardrops on My Guitar« je dosegla petinštirideseto mesto na lestvici v Kanadi in enainpetdeseto mesto na lestvici v Veliki Britaniji.[52][53]
- »Our Song« je kot tretji singl iz albuma. Pesem je s strani glasbenih kritikov prejela velik uspeh in pristala na šestnajstem mestu lestvice Billboard Hot 100 in prejel dve platinasti certifikaciji s strani organizacije RIAA;[50] pristal je tudi na prvem mestu lestvice Hot Country Songs.[54] Pesem je dosegla triintrideseto mesto na lestvici Canadian Hot 100 ter tako postala najbolje uvrščeni singl na lestvici v Kanadi iz albuma Taylor Swift.[54]
- »Picture to Burn« je četrti singl iz albuma Taylor Swift. Pesem »Picture to Burn« je cenjena s strani sodobnih kritikov, saj njeno besedilo izraža feminizem.[12] Singl je postal četrti zaporedni singl, ki je pristal med prvimi desetimi pesmimi na lestvici Hot Country Songs in prejel platinasto certifikacijo s strani organizacije RIAA.[50][55]
- »Should've Said No« je peti in zadnji singl iz albuma. V Združenih državah Amerike je pesem »Should've Said No« postala drugi singl, ki je pristal na prvem mestu lestvice Hot Country Songs in prejel platinasto certifikacijo s strani organizacije RIAA.[50][56] Pesem je prejela največji mednarodni uspeh, saj je na lestvici New Zealand Singles Chart dosegla osemnajsto mesto.[57]

## Seznam verzij

### Standardna verzija
Ta verzija je izšla v Združenih državah Amerike in Kanadi.
| Št.             | Naslov                       | Pisec                                        | Dolžina |
| --------------- | ---------------------------- | -------------------------------------------- | ------- |
| 1.              | „Tim McGraw‟                 | Taylor Swift, Liz Rose                       | 3:54    |
| 2.              | „Picture to Burn‟            | Swift, Rose                                  | 2:57    |
| 3.              | „Teardrops on My Guitar‟     | Swift, Rose                                  | 3:36    |
| 4.              | „A Place in This World‟      | Swift, Robert Ellis Orrall, Angelo Petraglia | 3:22    |
| 5.              | „Cold as You‟                | Swift, Rose                                  | 4:01    |
| 6.              | „The Outside‟                | Swift                                        | 3:29    |
| 7.              | „Tied Together with a Smile‟ | Swift, Rose                                  | 4:11    |
| 8.              | „Stay Beautiful‟             | Swift, Rose                                  | 4:00    |
| 9.              | „Should've Said No‟          | Swift                                        | 4:06    |
| 10.             | „Mary's Song (Oh My My My)‟  | Swift, Rose                                  | 3:35    |
| 11.             | „Our Song‟                   | Swift                                        | 3:24    |
| Skupna dolžina: | Skupna dolžina:              | Skupna dolžina:                              | 40:35   |

### Dodatna verzija
| CD              | CD                                               | CD                              | CD      |
| Št.             | Naslov                                           | Pisec                           | Dolžina |
| --------------- | ------------------------------------------------ | ------------------------------- | ------- |
| 1.              | „Tim McGraw‟                                     | Swift, Rose                     | 3:54    |
| 2.              | „Picture to Burn‟                                | Swift, Rose                     | 2:57    |
| 3.              | „Teardrops on My Guitar‟                         | Swift, Rose                     | 3:36    |
| 4.              | „A Place in This World‟                          | Swift, Orrall, Petraglia        | 3:22    |
| 5.              | „Cold as You‟                                    | Swift, Rose                     | 4:01    |
| 6.              | „The Outside‟                                    | Swift                           | 3:29    |
| 7.              | „Tied Together with a Smile‟                     | Swift, Rose                     | 4:11    |
| 8.              | „Stay Beautiful‟                                 | Swift, Rose                     | 4:00    |
| 9.              | „Should've Said No‟                              | Swift                           | 4:06    |
| 10.             | „Mary's Song (Oh My My My)‟                      | Swift, Rose                     | 3:35    |
| 11.             | „Our Song‟                                       | Swift                           | 3:24    |
| 12.             | „I'm Only Me when I'm with You‟                  | Swift, Orrall, Petraglia        | 3:33    |
| 13.             | „Invisible‟                                      | Swift, Orrall                   | 3:23    |
| 14.             | „A Perfectly Good Heart‟                         | Swift, Brett James, Troy Verges | 3:40    |
| 15.             | „Prvi telefonski klic Taylor Swift Timu McGrawu‟ |                                 | 4:43    |
| Skupna dolžina: | Skupna dolžina:                                  | Skupna dolžina:                 | 55:54   |

| DVD | DVD                                            | DVD     |
| Št. | Naslov                                         | Dolžina |
| --- | ---------------------------------------------- | ------- |
| 1.  | „Tim McGraw‟                                   |         |
| 2.  | „Tim McGraw‟ (V živo na Grand Ole Opry)        |         |
| 3.  | „Tim McGraw‟ (Intervju v živo na Yahoo! Music) |         |
| 4.  | „Teardrops on My Guitar‟                       |         |
| 5.  | „Zakulisje snemanja 'Teardrops on My Guitar'‟  |         |
| 6.  | „Our Song‟                                     |         |
| 7.  | „Zakulisje snemanja 'Our Song'‟                |         |
| 8.  | „Gac Short Cut Series: A Place in This World‟  |         |
| 9.  | „Picture to Burn‟                              |         |
| 10. | „Taylor's Home Movie‟                          |         |

### Bonus in mednarodna verzija
| CD              | CD                                     | CD                       | CD      |
| Št.             | Naslov                                 | Pisec                    | Dolžina |
| --------------- | -------------------------------------- | ------------------------ | ------- |
| 1.              | „Tim McGraw‟                           | Swift, Rose              | 3:54    |
| 2.              | „Picture to Burn‟                      | Swift, Rose              | 2:57    |
| 3.              | „Teardrops on My Guitar‟               | Swift, Rose              | 3:36    |
| 4.              | „A Place in This World‟                | Swift, Orrall, Petraglia | 3:22    |
| 5.              | „Cold as You‟                          | Swift, Rose              | 4:01    |
| 6.              | „The Outside‟                          | Swift                    | 3:29    |
| 7.              | „Tied Together with a Smile‟           | Swift, Rose              | 4:11    |
| 8.              | „Stay Beautiful‟                       | Swift, Rose              | 4:00    |
| 9.              | „Should've Said No‟                    | Swift                    | 4:06    |
| 10.             | „Mary's Song (Oh My My My)‟            | Swift, Rose, Maher       | 3:35    |
| 11.             | „Our Song‟                             | Swift                    | 3:24    |
| 12.             | „I'm Only Me when I'm with You‟        | Swift, Orrall, Petraglia | 3:33    |
| 13.             | „Invisible‟                            | Swift, Orrall            | 3:23    |
| 14.             | „A Perfectly Good Heart‟               | Swift, James, Verges     | 3:40    |
| 15.             | „Teardrops on My Guitar‟ (Pop verzija) | Swift, Rose              | 2:59    |
| Skupna dolžina: | Skupna dolžina:                        | Skupna dolžina:          | 54:10   |

### Karaoke verzija
| CD              | CD                              | CD      |
| Št.             | Naslov                          | Dolžina |
| --------------- | ------------------------------- | ------- |
| 1.              | „Tim McGraw‟                    | 3:54    |
| 2.              | „Picture to Burn‟               | 2:57    |
| 3.              | „Teardrops on My Guitar‟        | 3:36    |
| 4.              | „A Place in This World‟         | 3:22    |
| 5.              | „Cold As You‟                   | 4:01    |
| 6.              | „The Outside‟                   | 3:29    |
| 7.              | „Tied Together with a Smile‟    | 4:11    |
| 8.              | „Stay Beautiful‟                | 4:00    |
| 9.              | „Should've Said No‟             | 4:06    |
| 10.             | „Mary's Song (Oh My My My)‟     | 3:35    |
| 11.             | „Our Song‟                      | 3:24    |
| 12.             | „I'm Only Me When I'm with You‟ | 3:33    |
| 13.             | „Invisible‟                     | 3:23    |
| 14.             | „A Perfectly Good Heart‟        | 3:40    |
| Skupna dolžina: | Skupna dolžina:                 | 51:11   |

| DVD | DVD                             | DVD     |
| Št. | Naslov                          | Dolžina |
| --- | ------------------------------- | ------- |
| 1.  | „Tim McGraw‟                    |         |
| 2.  | „Picture to Burn‟               |         |
| 3.  | „Teardrops on My Guitar‟        |         |
| 4.  | „A Place in This World‟         |         |
| 5.  | „Cold as You‟                   |         |
| 6.  | „The Outside‟                   |         |
| 7.  | „Tied Together with a Smile‟    |         |
| 8.  | „Stay Beautiful‟                |         |
| 9.  | „Should've Said No‟             |         |
| 10. | „Mary's Song (Oh My My)‟        |         |
| 11. | „Our Song‟                      |         |
| 12. | „I'm Only Me when I'm with You‟ |         |
| 13. | „Invisible‟                     |         |
| 14. | „A Perfectly Good Heart‟        |         |

## Dosežki na lestvicah, prodaja in procesija

### Dosežki na lestvicah
| Lestvica (2006—2010)            | Dosežek |
| ------------------------------- | ------- |
| Australian Albums Chart         | 33      |
| Australian Country Albums Chart | 2       |
| Canadian Albums Chart           | 14      |
| Canadian Country Albums Chart   | 1       |
| UK Albums Chart                 | 81      |
| U.S. Billboard 200              | 5       |
| U.S. Top Country Albums         | 1       |

|

### Dosežki ob koncu leta
| Lestvica (2008)    | Dosežek |
| ------------------ | ------- |
| U.S. Billboard 200 | 5       |

### Certifikacije
| Država                  | Certifikacija |
| ----------------------- | ------------- |
| Avstralija              | Zlata         |
| Kanada                  | Platinasta    |
| Velika Britanija        | Srebrna       |
| Združene države Amerike | 4× platinasta |

|}

### Ostali pomembnejši dosežki
| Predhodnik: 5th Gear od Brada Paisleyja Long Road Out Of Eden od Eagles My Life's Been a Country Song od Chrisa Caglea Good Time od Alana Jacksona Julianne Hough od Julianne Hough Perfectly Clear od Jewela | U.S. Billboard Top Country Albums - album na prvem mestu 4. avgust 2007 - 22. september 2007 (prvi krog) 19. januar 2008 - 1. marec 2008 (drugi krog) 15. marec 2008 (tretji krog) 5. april 2008 (četrti krog) 14. junij 2008 (peti krog) 28. junij 2008 - 26. julij 2008 (šesti krog) | Naslednik: Just Who I Am: Poets & Pirates od Kennyja Chesneyja My Life's Been a Country Song od Chrisa Caglea Good Time od Alana Jacksona Troubadour od Georgea Straita Perfectly Clear od Jewela Beautiful Eyes od Taylor Swift |

## Ostali ustvarjalci
Kot je navedeno v linijskih opombah.
| - Chuck Ainlay — mešanje - Jeff Balding — mešanje - Bruce Bouton — dobro (kitara) - Mike Brignardello — bas kitara - Scott Borchetta - producent - Nick Buda — bobni - Gary Brunette — električna kitara - Jason Campbell — producent koordinatorja - Chason Carlson — inženir - Nathan Chapman — akustična kitara, banjo, bas kitara, bobni, električna kitara, inženir, harmonija, mandolina, producent, - Aaron Chmielewski — asistent inženirja - Eric Darken — tolkala - Allen Ditto — inženiranje - Shannon Forrest — bobni - Rob Hajacos — fidel - Gordon Hammon — asistent inženirja - Tony Harrell — klaviature | - Jeffrey Hyde — banjo - Scott Kidd — asistent mešanja - Greg Lawrence — asistent mešanja - Andy Leftwich — fidel, mandolina - Liana Manis — vokali z zadja - Tim Barks — bas kitara - Robert Ellis Orrall — vokali z ozadja, producent - Lex Price — mandolina - Leen Ann Ramey — grafično oblikovanje - Scotty Sanders — dobro (kitara) - Clarke Schleicher — inženiranje - Steve Short — asistent inženirja - Sandi Spika — inženiranje - Whitney Sutton — produkcijski koordinator - Taylor Swift — kitara, harmonija, glavni vokali - Ilya Toshinsky — akustična kitara, banjo - Wanda Vick — fidel - John Willis — banjo, mandolina, akustična kitara |